# نوک‌تخت سربزرگ
نوک‌تخت سربزرگ (نام علمی: Ramphotrigon megacephalum)، که همچنین به عنوان نوک‌تخت بامبویی شناخته می‌شود، گونه‌ای از پرندگان خانواده ژیان‌مرغان است که در آرژانتین , بولیوی، برزیل، کلمبیا، اکوادور، پاراگوئه، پرو و ونزوئلا یافت می‌شود. زیستگاه طبیعی آن جنگل‌های جلگه‌ای نمناک نیمه‌گرمسیری یا گرمسیری و جنگل‌های کوهستانی نمناک نیمه‌گرمسیری یا گرمسیری است.